# Саббатини, Луиджи Антонио
Луиджи Антонио Саббатини (итал. Luigi Antonio Sabbatini; 3 февраля 1732, Альбано-Лациале — 29 января 1809, Падуя) — итальянский музыкальный теоретик.
Монах Ордена братьев меньших. В 1759—1766 гг. изучал музыку в Болонье в монастыре Святого Франциска под руководством падре Мартини. Работал капельмейстером в капелле Святого Варнавы в Марино, затем c 1772 года в Базилике Святых апостолов в Риме и наконец с 1786 года в Базилике Святого Антония в Падуе.
Опубликовал три важных трактата по музыкальной теории: «Теоретические элементы музыки» (итал. «Elementi Teorici della Musica»; Рим, 1789), «Истинное понятие о цифровых записях музыки» (итал. «La Vera Idea degli Musicali Numeriche Signature»; Венеция, 1799) и «Трактат о фуге» (итал. «Trattato Sopra le Fughe Musicali»; Венеция, 1802). Среди других сочинений Саббатини — книга о его предшественнике в Падуе, музыкальном теоретике Франческо Валлотти (итал. Vie de Valloti; 1780). Ряд его трудов по духовной музыке остался в рукописях.